# John Treacy
John Treacy (* 4. Juni 1957 in Villierstown im County Waterford) ist ein ehemaliger irischer Langstreckenläufer und Olympiazweiter.
1978 und 1979 gewann er Gold bei den Crosslauf-Weltmeisterschaften. Auf der Bahn stellte er zwei nationale Rekorde über 3000 Meter (zuletzt 7:48,0 min am 9. Juni 1979 in Berkeley), drei über 5000 Meter (zuletzt 13:16,81 min am 28. Juni 1984 in Oslo) und zwei über 10.000 Meter (zuletzt 27:48,7 min am 22. August 1980 in Brüssel) auf.
Bei den Olympischen Spielen 1980 in Moskau wurde er Siebter über 5000 Meter und schied über 10.000 Meter im Vorlauf aus. Auch bei den Weltmeisterschaften 1983 in Helsinki kam über 10.000 Meter in der Vorrunde das Aus.
Bei den Olympischen Spielen 1984 in Los Angeles entschied er sich, am Marathon (seinem ersten überhaupt) teilzunehmen, nachdem er im 10.000-Meter-Lauf nur einen enttäuschenden neunten Platz belegt hatte. Mit Carlos Lopes und Charlie Spedding setzte er sich auf dem letzten Viertel der Strecke vom übrigen Feld ab. Während Lopes das Tempo weiter verschärfte und einen sicheren Sieg herauslief, kämpfte Treacy bis zuletzt mit Spedding um Platz zwei und errang schließlich mit zwei Sekunden Vorsprung die Silbermedaille.
Während er bei den Weltmeisterschaften 1987 in Rom über Platz 13 im 5000- und Platz 26 im 10.000-Meter-Lauf nicht hinauskam, gelangen ihm in der Folgezeit weitere eindrucksvolle Erfolge im Straßenlauf. 1988 wurde er Dritter beim Boston-Marathon in 2:09:15 h, der bis heute schnellsten Zeit eines irischen Läufers, und wiederholte diese Platzierung im darauffolgenden Jahr. Ebenfalls Dritter wurde er beim New-York-City-Marathon 1988, und im selben Jahr siegte er beim Great North Run in 1:01:00 h, auch dies die bislang schnellste Halbmarathonzeit eines Iren. Beim Tokyo International Men’s Marathon 1990 wurde er Zweiter. 1992 gewann er den Los-Angeles-Marathon und 1993 als bislang letzter männlicher Einheimischer den Dublin-Marathon.
An zwei weiteren olympischen Marathons nahm er teil: 1988 in Seoul erreichte er nicht das Ziel, 1992 in Barcelona belegte er den 51. Platz.
John Treacy hält die irischen Rekorde im 10-km- (27:46 min, 2. März 1985, Phoenix) und 15-km-Straßenlauf (42:47 min, 26. Juni 1988, Portland)
Treacy ist verheiratet und hat vier Kinder. Gegenwärtig ist er Vorsitzender des Irish Sports Council, der für die Vergabe von Fördergeldern im irischen Sport zuständig ist.